# Nabakumar Institution
Die Nabakumar Institution (bengalisch নবকুমার ইন্সটিটিউশন) ist eine historische Bildungsinstitution in Bakhsi Bazar, in der Altstadt von Dhaka, Bangladesch.

## Lage
Die Einrichtung liegt zwischen dem Begum Badrunnessa Government Women’s College (বেগম বদরুন্নেসা সরকারি মহিলা কলেজ) und dem Government Madrasa-e-Alia (সরকারি মাদ্রাসা-ই-আলিয়া, ঢাকার) im Stadtteil Bakshibazar an der Umesh Dutta Road (Bakshibazar Road Nr. 7).

## Geschichte
Die Nabakumar Institution wurde 1916 von dem lokalen Zamindar Babu Nabakumar gegründet für die Kinder der einflussreichen Familien, wie Lalbagh, Islampur und Wari. Es wurde als Institution bezeichnet, fungierte aber als Schule. 1973 wurde ein College als Schulzweig gegründet.
Der Unterricht begann an der Navkumar Institution im Government Bangla College im heutigen Mirpur, Dhaka.
In Erinnerung an Muhammad Shahidullah (মুহম্মদ শহীদুল্লাহ), welcher früher am Bangla College unterrichtete, ist der College-Teil der Navakumar Institution nach ihm benannt.
Matiur Rahman Mallik (মতিউর রহমান মল্লিক), ein Schüler der neunten Klasse der Nabakumar Institution, wurde während eines Demonstrationszuges für die Unabhängigkeit des damaligen Ostpakistan durch die Polizei Pakistans am 24. Januar 1969 getötet. Der Tag wird als Mass Upsurge Day (গণঅভ্যুত্থান দিবস) gefeiert. Zur Erinnerung an den Schüler wurde das Matiur Rahman Monument auf dem Schulgelände errichtet.

## Persönlichkeiten
- Nazmul Huda (নাজমুল হুদা), ehemaliger Informations- und Kommunikationsminister